# Kevin Vermaerke
Kevin Vermaerke (* 16. října 2000) je americký profesionální silniční cyklista jezdící za UCI WorldTeam Team dsm–firmenich PostNL.

## Hlavní výsledky

### Silniční cyklistika
2017
Národní šampionát
2. místo silniční závod juniorů
Aubel–Thimister–La Gleize
7. místo celkově
2018
Mistrovství světa
8. místo silniční závod juniorů
LVM Saarland Trofeo
10. místo celkově
2019
vítěz Lutych–Bastogne–Lutych Espoirs
Redlands Bicycle Classic
2. místo celkově
vítěz 2. etapy
4. místo Lillehammer GP
2023
Arctic Race of Norway
3. místo celkově
 vítěz soutěže mladých jezdců
Deutschland Tour
6. místo celkově
6. místo Figueira Champions Classic
Vuelta a San Juan
8. místo celkově

#### Výsledky na Grand Tours
| Grand Tour      | 2022 | 2023 | 2024 |
| --------------- | ---- | ---- | ---- |
| Giro d'Italia   | —    | —    | 29   |
| Tour de France  | DNF  | 61   |      |
| Vuelta a España | —    | —    |      |

| —   | Nezúčastnil se |
| DNF | Nedokončil     |

### Horská kola
2017
Národní šampionát
 vítěz cross-country juniorů